# 中国人口福利基金会
中国人口福利基金会是中华人民共和国从事人口福利事业的公募非营利性社会团体，由国家卫生健康委员会主管，1987年6月10日在北京成立。

## 历任会长
- 王首道
- 谷牧
- 何鲁丽
- 王忠禹
- 李金华